# زایتا
زایتا (به مجاری:  Zajta) یک منطقهٔ مسکونی در مجارستان است که در سابولچ-ساتمار-برگ واقع شده‌است. زایتا ۹٫۱۷ کیلومتر مربع مساحت و ۴۴۲ نفر جمعیت دارد.